# Looper (videogioco)
Looper (ルーパー?, Rūpā), in Occidente noto come Changes, è un videogioco arcade del 1982 sviluppato da Orca Corporation e pubblicato in Giappone da GGI. In Nord America venne distribuito da una compagnia chiamata EME. Trattasi di una variante di Pac-Man.
Nonostante ci fu un accordo tra Tigervision e Orca per portare questo titolo sulle piattaforme del periodo, tale conversione non vide mai la luce.

## Modalità di gioco
Looper è un gioco d'azione a inseguimento i cui livelli sono strutturati in dei labirinti chiusi estendibili oltre lo schermo visibile, essendo larghi come due schermate. Il giocatore prende il controllo di un bruco, il cui suo obiettivo è raccogliere tutte le noci e le fragole presenti nel labirinto per completare il round e diventare una farfalla. Dei variegati insetti emergeranno periodicamente dalla casa situata al centro del labirinto, cercando di catturare il bruco scontrandosi con lui. Se un insetto tocca il bruco, il giocatore perde una vita. La partita termina quando tutte le vite vengono esaurite.
In certe zone del labirinto ci sono quattro fragole che fungono da energizzanti. Dopo averne mangiata una, il bruco si attiva temporaneamente e renderà vulnerabili gli insetti; mentre sono spaventati, essi sono di colore blu scuro e invertono la direzione nel tentativo di allontanarsi dal bruco. La larva può quindi divorarli per ottenere punti bonus. Tuttavia, un insetto pappato non viene eliminato del tutto, infatti si rigenera nella casa da dove uscirà per riprendere la sua normale attività. Nel caso non vi siano più fragole, un'alternativa che il giocatore ha per sbarazzarsi degli insetti è quella di camminare sui pavimenti ruotanti. Occasionalmente, al centro del labirinto appare una rosa che potrebbe venire raccolta per ricevere punti extra.